# リアクター (アルバム)
『リアクター』（Re·ac·tor）は、カナダ系アメリカ人のフォーク・ロック・ミュージシャン、ニール・ヤングの12枚目のスタジオ・アルバムで、アメリカのロック・バンド、クレイジー・ホースとの4枚目のアルバムであり、1981年11月2日にリリースされた。ニール・ヤングがリプリーズ・レコードからリリースした最後のアルバムであり、その後5枚のアルバムをゲフィン・レコードに移籍してリリースした。

## 背景
『リアクター』は、ヤングが長年のコラボレーターであるクレイジー・ホースと再結成し、1979年の『ラスト・ネヴァー・スリープス』以来、1975年の『ズマ』以来となるフル・スタジオ・アルバムとなった。このアルバムは、ドライヴ感のあるリズムと反復的な歌詞の長いジャムが特徴的だ。ヤングは脳性麻痺の幼い息子のために集中的なセラピー・プログラムに参加しており、伝記作家のジミー・マクドナーは、セラピー・セッションの繰り返しがアルバムの曲の構成に影響を与えたと指摘している。このアルバムは、ヤングにとって1988年までリプリーズ・レコードでリリースされた最後のアルバムとなった。その後の5枚のアルバムは、ゲフィン・レコードとの新しい契約のもとでリリースされた（ゲフィン・レコードとの契約終了後は再度リプリーズ・レコードと契約した）。

## 収録曲
ヤングとフランク・サンペドロが書いた「Surfer Joe and Moe the Sleaze」を除き、全曲がニール・ヤングの作詞作曲。
| #         | タイトル                                                          | 作詞  | 作曲・編曲 | 時間 |
| --------- | ----------------------------------------------------------------- | ----- | ---------- | ---- |
| 1.        | 「Opera Star」(オペラ・スター)                                    |       |            | 3:31 |
| 2.        | 「Surfer Joe and Moe the Sleaze」(サーファー・ジョーと堕天使モウ) |       |            | 4:15 |
| 3.        | 「T-Bone」(ティー・ボーン)                                        |       |            | 9:10 |
| 4.        | 「Get Back on It」(ゲット・バック・オン・イット)                  |       |            | 2:14 |
| 合計時間: | 合計時間:                                                         | 19:10 |            |      |

| #         | タイトル                                   | 作詞  | 作曲・編曲 | 時間 |
| --------- | ------------------------------------------ | ----- | ---------- | ---- |
| 5.        | 「Southern Pacific」(サザン・パシフィック) |       |            | 4:07 |
| 6.        | 「Motor City」(モーター・シティ)           |       |            | 3:11 |
| 7.        | 「Rapid Transit」(高速輸送)                |       |            | 4:35 |
| 8.        | 「Shots」(ショッツ)                        |       |            | 7:42 |
| 合計時間: | 合計時間:                                  | 19:35 |            |      |

## 参加ミュージシャン
- ニール・ヤング - ヴォーカル、ギター、シンクラヴィア、ピアノ、ハンドクラップ、プロダクション

クレイジー・ホース
- フランク・サンペドロ - ギター、シンセサイザー、ヴォーカル、ハンドクラップ
- ビリー・タルボット - ベース、ヴォーカル、ハンドクラップス
- ラルフ・モリーナ - ドラム、パーカッション、ヴォーカル、ハンドクラップス

### 制作スタッフ
- デヴィッド・ブリッグス - 制作
- ティム・マリガン - 制作、レコーディング、マスタリング
- ジェリー・ネイピア - 制作、レコーディング
- サイモン・レヴィ - アートディレクション
- リチャード・キーズ - アートデザイン（CDパッケージ）
- ゲイリー・バーデン、ジェニス・ヘオ - アートデザイン（CDリパッケージ）
- デヴィッド・ゴールド - マスタリング